# Alessandro Gocciadoro
Alessandro Gocciadoro, född 1975 i Noceto i provinsen Parma i Italien, är en italiensk travtränare och travkusk..
Gocciadoro har vunnit ett flertal storlopp i Europa och är känd för att ha väldigt starka hästar i sitt stall. Även hans hårda drivningar har blivit uppmärksammade ett flertal gånger. Han har tränat hästar som Arazi Boko, Vivid Wise As, Vitruvio, Zlatan, Zalie Gar, Volnik du Kras, Virginia Grif, Axl Rose och Ultimaluna Grif.

## Karriär
Gocciadoro sökte sig under 2010-talet från hemlandet Italien, och började regelbundet tävla i Sverige och Norden. Han har sedan dess haft även haft en filial vid Åbytravet (2013–2014) och vid Söderby gård (2018–). Han har även fått hjälp av travtränaren Jori Turja, då hans hästar har tävlat i Sverige.
I Sverige har Gocciadoro bland annat vunnit Sweden Cup (2018, 2022, 2023) och Fyraåringseliten för ston (2017, 2018, 2019).
I 2019 års upplaga av Gran Premio Orsi Mangelli lyckades Gocciadoro med en sällsynt bedrift, då hans hästar var etta, tvåa, trea och fyra i mål. Vann loppet gjorde Axl Rose (körd av Gocciadoro själv), före Amon You Sm (körd av Antonio Greppi), Aramis Ek (körd av Örjan Kihlström) och Ares Caf (körd av Antonio Di Nardo). Gocciadoros femte häst i loppet, Juan Bros (körd av Pietro Gubellini) slutade på sjätte plats.
Sedan april 2021 har Gocciadoro licens både i Italien och Sverige. I Sverige är hans hemmabana Solvalla. Den 25 april 2021 blev hans häst Vivid Wise As den tredje hästen att bjudas in till 2021 års upplaga av Elitloppet på Solvalla. Han bjöds in efter att ha segrat i bland annat Grand Critérium de Vitesse och Prix de l'Atlantique. Det var första gången som Gocciadoro medverkade som både kusk och tränare.

## Trubbel inom travsporten

### Dopning och dopningsrykten
Efter ett lopp i Gocciadoros hemland Italien 2014 testades en av hans hästar positivt i ett dopningpsrov efter loppet. Senare kom Gocciadoro att frias.
Då Gocciadoro vunnit stora mängder lopp i Sverige, ibland med stor marginal, har rykten om dopning blossat upp. Gocciadoro har varje gång välkomnat dopningstester, och förklarar sina framgångar med att de hittat ett sätt att träna hästarna som fungerar.
Gocciadoro dömdes i april 2020 till 60 000 kronor i böter, då man vid en razzia hittat 36 sprutor med kanyler, 25 stycken 60 ml-sprutor och fyra burkar Bijoduro som vid analys visat sig innehålla kvicksilver.

### Drivningar
Den 14 augusti 2018 då Europeiskt championat för ston avgjordes på Solvalla, uppmärksammades Gocciadoros och Pietro Gubellinis drivningar, då det ansetts att de drivit sina hästar för hårt. Gocciadoro ledde loppet in i sista svängen med favoritspelade Trendy O.K., men loppet vanns av Darling Mearas och Stefan Persson.
Under dagen då det italienska storloppet Gran Premio Lotteria kördes 2019, drev Gocciadoro på hästen Arazi Boko med ett flertal piskrapp, vilket fick flera aktiva travprofiler att reagera negativt. Gocciadoro bad snabbt om ursäkt i ett öppet brev, men upprepade drivningarna sex veckor senare i Gran Premio Costa Azzurra i Italien 2019, då han åter drev på Arazi Boko med ett flertal piskrapp. Gocciadoro har även blivit avstängd ett flertal gånger för felaktig användning av körspö.
Halmstadtravet fattade beslutet att stänga av Gocciadoro och tre andra italienska kuskar från travbanan resten av året. Banan hävde senare avstängningarna då det blivit ändringar i reglementet för italiensk travsport. Även Det Norske Travselskap reagerade på drivningarna, och meddelade att Gocciadoro inte skulle få köra Jarlsberg Grand Prix. Gocciadoro hotade då att stryka alla sina hästar under tävlingsdagen.
Även landsmannen Pietro Gubellini har hamnat i blåsväder ett flertal gånger, bland annat då han kört Gocciadoros hästar och drivit på dem för hårt.
I oktober 2019 blev Gocciadoro återigen avstängd för felaktig drivning. Efter det italienska storloppet Gran Premio Freccia d'Europa på Ippodromo Agnano i Neapel, där Gocciadoro körde Arazi Boko, dömde de italienska domarna honom till fem veckors avstängning (31 oktober–9 december).

### Piskskandalen
Den 2 maj 2020 under V75-tävlingar på Örebrotravet skulle Gocciadoros häst Zarina Bi startat, men ströks efter uppvärmningen, då den drivits för hårt, och blivit piskad av skötaren Marco Pedrazzini under uppvärmningen  i Gocciadoros stall. Gocciadoro avskedade hästskötaren direkt, men händelsen väckte stor ilska bland flera aktiva inom den svenska travsporten. Bland annat Expressens krönikör Eskil Hellberg och travkusken Johan Untersteiner menade att Gocciadoro ska stängas av från svensk travsport, då han tidigare drivit hästar för hårt. Även Thomas Uhrberg tyckte att Gocciadoro skulle stängas av från att tävla i Sverige.
Sedan tidigare hade den Gocciadorotränade hästen Vivid Wise As blivit inbjuden som första häst till 2020 års upplaga av Elitloppet på Solvalla. Efter händelsen meddelade hästens ägare att de avslutar allt samarbete med Gocciadoro. Hästen flyttades efteråt till Björn Goops träning. Även flera andra hästar, bland annat Zarina Bi, flyttades senare till Goop. Efter starten i Elitloppet flyttades Vivid Wise As tillbaka till Gocciadoro.
Efter skandalen på Örebrotravet tackade flera kuskar nej till att köra Gocciadoros hästar under Åbytravets V75-tävlingar den 9 maj 2020, bland annat Björn Goop, Örjan Kihlström, Jorma Kontio, Ulf Ohlsson och Rikard N. Skoglund. Den finländske toppkusken Hannu Torvinen tackade först ja till att köra åt Gocciadoro, men ändrade sig senare då han var rädd att förstöra sitt rykte inom travet. Gocciadoros hästar stod då utan kusk, och riskerade att strykas om ingen kusk hittades. Den italienska kusken Federico Esposito blev sedan anlitad att köra hästarna under tävlingsdagen.
Den 5 maj 2020 dömde Svensk Travsport Gocciadoro till sex månaders körförbud och en månads anmälningsförbud efter incidenten. De återkallade även godkännandet för Gocciadoros svenska filial. Skötaren Marco Pedrazzini dömdes till 20 000 kronor i böter, 18 månaders körförbud, samt att han portades från alla svenska travbanor lika länge. Gocciadoro och Pedrazzini överklagade beslutet samma dag. Överklagan gick senare igenom, och Gocciadoros dom hävdes tills vidare. Beslutet om att återkalla godkännandet för Gocciadoros filial gick därmed ej att överklaga. Gocciadoro lämnade på nytt in en ansökan om att öppna en filial, men den avslogs. Då Gocciadoro en tredje gång lämnade in en ansökan om att öppna en filial godkändes den.

## Större segrar i urval

### Grupp 1-lopp
| År   | Lopp                           | Häst            | Kusk                  | Tränare               |
| ---- | ------------------------------ | --------------- | --------------------- | --------------------- |
| 2011 | Gran Premio Palio Dei Comuni   | Linda di Casei  | Alessandro Gocciadoro | Enrico Gocciadoro     |
| 2012 | Gran Premio Continentale       | Orsia           | Alessandro Gocciadoro | Alessandro Gocciadoro |
| 2017 | Derby italiano di trotto       | Valchiria Op    | Roberto Andreghetti   | Alessandro Gocciadoro |
| 2017 | Gran Premio Orsi Mangelli      | Vitruvio        | Alessandro Gocciadoro | Alessandro Gocciadoro |
| 2017 | Gran Premio Palio Dei Comuni   | Peace Of Mind   | Alessandro Gocciadoro | Alessandro Gocciadoro |
| 2018 | Gran Premio Campionato Europeo | Arazi Boko      | Alessandro Gocciadoro | Alessandro Gocciadoro |
| 2018 | Gran Premio Continentale       | Vitruvio        | Alessandro Gocciadoro | Alessandro Gocciadoro |
| 2018 | Gran Premio Palio Dei Comuni   | Peace Of Mind   | Alessandro Gocciadoro | Alessandro Gocciadoro |
| 2018 | Derby italiano di trotto       | Zlatan          | Giampaolo Minnucci    | Alessandro Gocciadoro |
| 2018 | Gran Premio d'Europa           | Vitruvio        | Alessandro Gocciadoro | Alessandro Gocciadoro |
| 2018 | Gran Premio Freccia d'Europa   | Super Star Reaf | Davide di Stefano     | Alessandro Gocciadoro |
| 2019 | Gran Premio Nazionale          | Axl Rose        | Alessandro Gocciadoro | Alessandro Gocciadoro |
| 2019 | Gran Premio Campionato Europeo | Arazi Boko      | Alessandro Gocciadoro | Alessandro Gocciadoro |
| 2019 | Gran Premio Gaetano Turilli    | Vivid Wise As   | Alessandro Gocciadoro | Alessandro Gocciadoro |
| 2019 | Oslo Grand Prix                | Vitruvio        | Jorma Kontio          | Alessandro Gocciadoro |
| 2019 | Ulf Thoresens Minneslopp       | Vitruvio        | Jorma Kontio          | Alessandro Gocciadoro |
| 2019 | Gran Premio Orsi Mangelli      | Axl Rose        | Alessandro Gocciadoro | Alessandro Gocciadoro |
| 2020 | Grand Critérium de Vitesse     | Vivid Wise As   | Alessandro Gocciadoro | Alessandro Gocciadoro |
| 2020 | Gran Premio Orsi Mangelli      | Bepi Bi         | Federico Esposito     | Alessandro Gocciadoro |
| 2020 | Gran Premio Campionato Europeo | Vernissage Grif | Alessandro Gocciadoro | Alessandro Gocciadoro |
| 2020 | Gran Premio Gaetano Turilli    | Vivid Wise As   | Alessandro Gocciadoro | Alessandro Gocciadoro |
| 2020 | Gran Premio d'Europa           | Alrajah One     | Örjan Kihlström       | Alessandro Gocciadoro |
| 2020 | Gran Premio Freccia d'Europa   | Vivid Wise As   | Alessandro Gocciadoro | Alessandro Gocciadoro |
| 2020 | Gran Premio Continentale       | Alrajah One     | Alessandro Gocciadoro | Alessandro Gocciadoro |
| 2021 | Grand Critérium de Vitesse     | Vivid Wise As   | Alessandro Gocciadoro | Alessandro Gocciadoro |
| 2021 | Prix de l'Atlantique           | Vivid Wise As   | Alessandro Gocciadoro | Alessandro Gocciadoro |
| 2021 | Gran Premio Freccia d'Europa   | Alrajah One     | Alessandro Gocciadoro | Alessandro Gocciadoro |
| 2021 | Gran Premio Campionato Europeo | Vernissage Grif | Alessandro Gocciadoro | Alessandro Gocciadoro |
| 2022 | Prix de l'Atlantique           | Vivid Wise As   | Matthieu Abrivard     | Alessandro Gocciadoro |
| 2022 | Gran Premio Lotteria           | Vernissage Grif | Alessandro Gocciadoro | Alessandro Gocciadoro |